# 劉隠
劉 隠（りゅう いん、乾符元年（874年） - 乾化元年3月3日（911年4月4日））は、唐の節度使、後梁の南海王。本貫は汝南郡上蔡県。
賢士・名士を好み、唐末や後梁の混乱で中央から逃れてきた多くの人材を登用して、十国南漢の基礎を作り上げた。

## 生涯
乾符元年（874年）、劉知謙の嫡出の長男として生まれる。乾寧元年（894年）に父が死去したため、その後を継いで封州刺史となる。
広州で反乱が起こると、その鎮圧に功績を挙げたことで天祐2年（905年）に哀帝から清海軍節度使に任じられた。そして広東・広西に勢力を拡大して半独立勢力を築いた。唐に代わって後梁が成立すると、太祖に臣従して開平3年（909年）4月に南平王に封じられ、乾化元年（911年）には南海王に改封された。しかしその直後に病に倒れて死去した。享年38。
男子がいなかったため、後を弟の劉巌が継いだ。貞明3年（917年、乾亨元年とした）に劉巌が皇帝を称すと、襄皇帝の諡号と烈祖の廟号をもって追尊され、徳陵に葬られた。

## 宗室

### 父母
- 父：劉知謙（南漢の代祖）
- 母：韋氏（中国語版） - 南漢成立後に武皇后と追尊された。

### 女子
- 次女：清遠公主劉華（中国語版） - 母は厳夫人。閩の恵宗王延鈞に嫁した。康宗王昶の母。
- 増城公主（中国語版） - 大長和（中国語版）の粛文皇帝鄭仁旻（中国語版）に嫁した。

### 兄弟
- 弟：劉臺、劉龑（劉巌、南漢の高祖）